# Mecyclothorax vulcanus
Mecyclothorax vulcanus är en skalbaggsart som beskrevs av Sharp 1903. Mecyclothorax vulcanus ingår i släktet Mecyclothorax och familjen jordlöpare. Inga underarter finns listade i Catalogue of Life.